# Paz Anastasiadis
Paz Alexandra Anastasiadis Le Roy (Santiago, 9 de enero de 1983) es una abogada, académica y política chilena, integrante de la Comisión Experta uno de los tres órganos creados para desarrollar el proceso constituyente en Chile de 2023 cuyo objetivo es proponer al Consejo Constitucional un anteproyecto de propuesta de nueva Constitución Política de la República de Chile.

## Familia y juventud
Es hija de Hermes Gregorio Anastasiadis Baldassare, de ascendencia griega, y de Jimena María Le Roy Barría. Es hermana de Zoy, Nicolás y Sofía. Realizó sus estudios primarios y secundarios en el Colegio Sagrado Corazón de Reñaca, Viña del Mar, desde donde egresó en el 2000. 

## Estudios y formación académica
Posteriormente, estudió Derecho en la Universidad Adolfo Ibáñez, sede Viña del Mar. En 2008 obtuvo el grado académico de licenciada en Ciencias Jurídicas y Sociales. Se tituló de abogada en 2009. 
Posee un Magíster en Cultura Jurídica de la Universidad de Gerona desde 2023. Un diplomado en Sistema Penitenciario y Derechos Humanos de la Universidad de Chile en 2009, y otro en Descentralización y Desarrollo Local de la Universidad Alberto Hurtado desde 2012. Asimismo, en 2013 cursó algunos seminarios del Doctorado en Derecho Constitucional de la Universidad de Buenos Aires.

## Trayectoria profesional, académica y pública
Su carrera la ha desarrollado en el sector público y en el Congreso Nacional de Chile. Fue asesora legislativa del área jurídica de la Municipalidad de El Quisco (2010) y del Estudio Jurídico Infante Valenzuela Molina y Compañía SpA (2010-2012). Militante del Partido Demócrata Cristiano, fue asesora del exsenador Patricio Walker Prieto, entre 2012 y 2014. 
Entre 2014 y 2018 ejerció como Secretaria regional ministerial de Justicia y Derechos Humanos de la región de Valparaíso, y entre ese año y a la fecha, ha sido asesora legislativa de la bancada de diputados del PDC. Asimismo, se ha desempeñado como docente de la cátedra Derecho Político en la Universidad de las Américas. 
En 2021 fue candidata para las Elecciones de convencionales constituyentes por el distrito 7 (que comprende a las comunas de Isla de Pascua, Juan Fernández, Valparaíso, Concón, Viña del Mar, Algarrobo, Cartagena, Casablanca, El Quisco, El Tabo, San Antonio y Santo Domingo). En dicha elección obtuvo un 1,8% de los votos, no resultando elegida. 
El 24 de enero de 2023 fue nombrada por la Cámara de Diputadas y Diputados de Chile, según lo estipulado por la Ley N°21.533, miembro de la Comisión Experta, órgano encargado de elaborar un anteproyecto de nueva Constitución que se entregará al Consejo Constitucional. 
En la Comisión Experta, integra la Subcomisión de Función Jurisdiccional y Órganos Autónomos.

## Historial electoral

### Elecciones de convencionales constituyentes de 2021
- Elecciones de convencionales constituyentes de 2021, para convencional constituyente por el distrito 7 (Algarrobo, Cartagena, Casablanca, Concón, El Quisco, El Tabo, Isla de Pascua, Juan Fernández, San Antonio, Santo Domingo, Valparaíso, Viña del Mar)[4]